# Maria Magdalena kyrka, Lund
Maria Magdalena kyrka är församlingskyrka för Lunds östra stadsförsamling. Kyrkan är belägen i stadsdelen Östra Torn i Lund.

## Kyrkobyggnaden
Östra Torns församling hade bildats och behövde en kyrka. Maria Magdalena kyrka uppfördes efter ritningar av arkitekterna Eva Andersson och Olof Meiby. Eftermiddagen den 28 augusti 1991 togs första spadtaget och 22 november 1992 genomfördes invigningen av biskop K.G. Hammar. Kyrkan är utformad som en basilika.

## Inventarier
- Altartavlan är en triptyk utförd 1994 av Lars Gerdmar från Lund.
- Altaret och dopfunten är tillverkade i boklamell och granit.
- Orgeln är byggd av Robert Gustafssons orgelbyggeri och invigd på pingstdagen 1996.
- Kyrkklockan är gjuten av Skånska klockgjuteriet i Hannas. Klockan är av brons, är 617 mm i diameter och väger 135 kg. Klockan är fastmonterad med invändig elektromagnetisk kläpp.